# رخصة مؤسسة برمجيات بايثون
رخصة مؤسسة برمجيات بايثون (بالإنجليزية: Python Software Foundation License؛ تختصر PSFL)‏ هي رخصة برمجيات حرة متساهلة على طراز بي إس دي متوافقة مع رخصة جنو العمومية. مستخدمة أساسا في توزيع مشروع بايثون. على عكس رخصة جنو العمومية، رخصة بايثون ليست حقوقا متروكة، وتسمح بتعديل المصدر وبناء نسخ اشتقاقية بدون جعل الشيفرة مفتوحة المصدر. أدرجت رخصة بايثون في قائمة موافقة مؤسسة البرمجيات الحرة وقائمة موافقة مبادرة المصادر المفتوحة.
الرخصة الأولى لم تكن متوافقة مع رخصة جنو العمومية. السبب المعطى من مؤسسة البرمجيات الحرة كان أن "رخصة بايثون هذه محكومة بقوانين 'ولاية فرجينيا'، في الولايات المتحدة، ورخصة جي بي إل لا تسمح بذلك".
في السنة التي غير فيها منشئ البايثون جويدو فان روسم الرخصة لإصلاح التعارض، فاز بجائزة مؤسسة البرمجيات الحرة من أجل النهوض بالبرمجيات الحرة.